# Фалкенштајн (Саксонија)
Фалкенштајн (њем. Falkenstein/Vogtl.) град је у њемачкој савезној држави Саксонија. Једно је од 45 општинских средишта округа Фогтланд. Према процјени из 2010. у граду је живјело 8.984 становника. Посједује регионалну шифру (AGS) 14523120.

## Географски и демографски подаци
Фалкенштајн се налази у савезној држави Саксонија у округу Фогтланд. Град се налази на надморској висини од 575 метара. Површина општине износи 31,0 km². У самом граду је, према процјени из 2010. године, живјело 8.984 становника. Просјечна густина становништва износи 289 становника/km².

## Међународна сарадња
| Мјесто | Држава    | Врста сарадње | Од    |
| ------ | --------- | ------------- | ----- |
|        | Француска | партнерство   | 1966. |
| Извор  |           |               |       |